# Robert Austin Markus
Robert Austin Markus (* 8. Oktober 1924 in Budapest; † 8. Dezember 2010 in Nottingham) war ein ungarischer Patristiker.

## Leben
Er erwarb in Manchester MA (1948) und den PhD (1950). Er lehrte in Liverpool (Lecturer, Senior Lecturer und Reader). Von 1974 bis 1982 hatte er den Lehrstuhl für mittelalterliche Geschichte an der University of Nottingham inne. 1985 wurde er zum Mitglied (Fellow) der British Academy gewählt. 2000 wurde er Officer des Order of the British Empire (OBE).

## Schriften (Auswahl)
- Saeculum. History and society in the theology of St. Augustine. Cambridge 1970, ISBN 0-521-07621-8.
- Christianity in the Roman world. London 1974, ISBN 0-500-83001-0.
- The end of ancient Christianity. Cambridge 1990, ISBN 0-521-32716-4.
- Sacred and secular. Studies on Augustine and Latin Christianity. Aldershot 1994, ISBN 0-86078-450-9.
- Signs and meanings. World and text in ancient Christianity. Liverpool 1996, ISBN 0-85323-721-2.
- Gregory the Great and his world. Cambridge 1997, ISBN 0-521-58430-2.
- From Augustine to Gregory the Great. History and Christianity in late antiquity. Cambridge 2002, ISBN 0-86078-117-8.